# Poliméstor

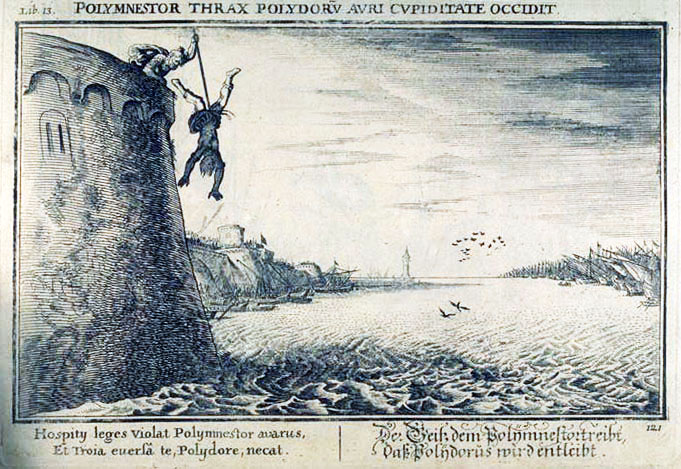
Grabado de Johann Wilhelm Baur (1607 - 1640) para una edición de la obra de Ovidio Las metamorfosis: Poliméstor mata a Polidoro.

En la mitología griega, Poliméstor o Polimnéstor (en griego Πολυμήστωρ o Πολυμνήστωρ) era un rey de los bistones del Quersoneso tracio que se hizo cargo de Polidoro, al que su padre, el rey Príamo de Troya, había enviado allí para mantenerle alejado del asedio a su ciudad.
Por desgracia para Polidoro, Príamo preveía la posible caída de Troya, y había enviado con su hijo el tesoro de la casa real para que pudiera sustentar a su familia en caso de tener que exiliarse. Mientras Troya resistió, Polidoro tuvo una vida acomodada en la corte del rey de los bistonianos, pero cuando llegó la noticia de que su padre y su hermano Héctor habían muerto, Poliméstor asesinó a su huésped para hacerse con el tesoro y arrojó su cadáver al mar.

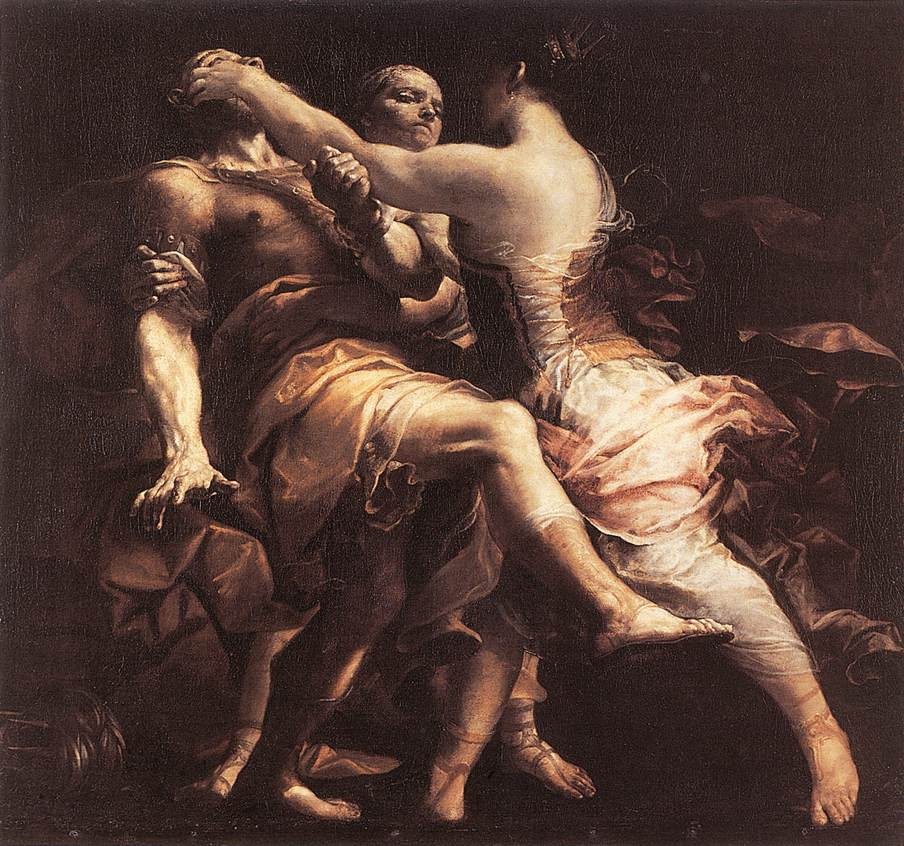
Giuseppe Maria Crespi: Hécuba ciega a Poliméstor (Ecuba acceca Polimestore). Museos Reales de Bellas Artes de Bélgica.

El cuerpo de Polidoro flotó hasta la playa donde acampaban los aqueos, que lo entregaron a su madre (o bien lo encontró ella misma, según las versiones). Hécuba, que ahora era esclava de los griegos, averiguó por un sueño quién había sido el asesino de su hijo así como los motivos que lo impulsaron. Deseando vengarse de tamaña traición sin ofender a los dioses, envió unos emisarios a Poliméstor pidiéndole que acudiera al campamento aqueo acompañado de sus hijos. Informó de todo a Agamenón, que al tener a la hija de Hécuba como concubina se vio en la obligación moral de cooperar en la venganza, a pesar de poder ser criticado por sus correligionarios, que tenían a Poliméstor como un aliado.
Una vez que el rey de Tracia llegó, Hécuba se inventó una historia sobre un tesoro oculto bajo el destruido templo de Atenea del que guardaba algunas piezas escondidas en su tienda. Atraído por la codicia, y sabedor irónicamente de que Príamo había escondido sus riquezas, Poliméstor y sus dos hijos entraron solos en la tienda que le indicaron, donde Hécuba le arrancó los ojos y, acompañada por otras mujeres troyanas, mató a sus hijos. Entonces los tracios atacaron a la exreina con piedras y flechas, pero ésta, poseída por la venganza se transformó en una perra negra y echó a correr aullando tristemente, por lo que sus atacantes, confundidos, se retiraron. Según la tragedia Hécuba, de Eurípides, Poliméstor vaticinó tras quedar ciego la muerte de Hécuba, Casandra y Agamenón.

## Otras versiones de la historia
Higino y otros autores narran que, cuando Polidoro nació, Príamo se lo entregó a su hija Ilíona, que estaba casada con Poliméstor y que, siendo su hermano, lo crio como si fuera su hijo y a Deípilo, su verdadero vástago, como si fuera Polidoro, pensando que si a alguno de los dos le pasaba algo, podría enviar al superviviente con sus padres. Cuando Troya fue saqueada, los aqueos se propusieron exterminar a todos los descendientes varones de Príamo, por lo que prometieron al rey tracio la mano de Electra, hija de Agamenón, y una gran cantidad de riquezas si daba muerte a Polidoro. Tentado por su avaricia Poliméstor mató a su propio hijo pensando que se trataba del troyano.
Mientras esto sucedía, el verdadero Polidoro había acudido al oráculo de Delfos para preguntarle por sus padres, a los que veía distanciados. La sibila le contestó que su ciudad había ardido, su padre muerto y su madre convertida en esclava. Aterrado, el joven regresó de inmediato a la corte de Poliméstor, que él creía su padre. Al verlo pensó que el oráculo se había equivocado, pero entonces su hermana Ilíone le contó toda la verdad, suicidándose a continuación. Siguiendo el consejo de ésta, Polidoro primero cegó al traidor Poliméstor y luego le apuñaló.
Según una tercera tradición, antes de los sucesos de la Ilíada, Poliméstor fue atacado por los griegos, y les entregó a Polidoro para que le dejaran en paz. Los griegos propusieron a Príamo intercambiarlo por la esposa raptada de Menelao y, ante su negativa, lapidaron a Polidoro bajo las murallas de Troya y enviaron el cadáver a Helena con la inscripción «entrega esto a Príamo y pregúntale si lamenta su decisión».